# Chaudenay (Haute-Marne)
Chaudenay település Franciaországban, Haute-Marne megyében. Lakosainak száma 340 fő (2022. január 1.). Chaudenay Haute-Amance, Rougeux, Torcenay és Champsevraine községekkel határos.

## Népesség
A település népességének változása:
| Lakosok száma | 264  | 321  | 310  | 305  | 320  | 339  | 345  | 345  | 345  | 340  |
|               | 1968 | 1982 | 1990 | 2006 | 2013 | 2015 | 2017 | 2019 | 2020 | 2022 |